# Clarence Nash
Clarence Charles Nash, detto Ducky (Watonga, 7 dicembre 1904 – Glendale, 20 febbraio 1985), è stato un doppiatore e cantante statunitense, famoso per essere stato il primo nonché più celebre doppiatore del personaggio Paperino in lingua inglese.

## Biografia
Clarence Nash nacque a Watonga il 7 dicembre 1904. Si è sposato con Margaret Seamans (1910-1993) dal 1930 e rimangono insieme fino al 1985, anno della morte di lui, dalla loro unione hanno avuto due figli, Kay e Peggy.
Come doppiatore viene ricordato soprattutto per aver dato la voce a Paperino (da qui il soprannome Ducky), in oltre 130 cortometraggi animati e film. Durante gli anni settanta, Nash era noto anche per le sue passeggiate presso la Fremont Elementary School, nelle quali intratteneva i bambini con la voce di Paperino, ma intorno ai 70 anni notò che quella voce gli sforzava molto la gola: così cominciò a limitare le esibizioni davanti ai bambini, e durante le sessioni di registrazione dovette spesso fare delle pause e bere molta acqua per non sforzarsi troppo.
Negli ultimi tempi incontrò e fece amicizia con il giovane animatore della Disney Tony Anselmo, che all'epoca non riusciva ad imitare la voce di Paperino, e gli insegnò la tecnica, per poi allenarlo personalmente nel corso degli ultimi tre anni della sua vita. Dato che Anselmo vedeva la cosa come un passatempo, fu sorpreso quando venne a sapere che il suo mentore era malato di leucemia e lo stava allenando in modo che potesse succedergli. La sua ultima interpretazione come Paperino fu nel film Canto di Natale di Topolino (1983), nel quale fu l'ultimo tra i doppiatori originali dei personaggi ancora vivo.
Dopo cinquant'anni nel ruolo di Paperino, Clarence Nash morì per leucemia all'età di 80 anni il 20 febbraio 1985, due giorni dopo il venticinquesimo compleanno di Tony, che gli successe nel ruolo di Paperino lo stesso anno. Venne sepolto nel Cimitero di San Fernando, nel distretto di Mission Hills, a Los Angeles, California. La sua tomba, condivisa con sua moglie Margaret, morta nel 1993, mostra Paperino e Paperina che si tengono per mano. 

## Premi
- Winsor McCay Award (1983)